# Veronique Branquinho
Veronique Branquinho (1973) is een Vlaamse modeontwerpster.

## Levensloop
Branquinho behaalde haar einddiploma aan de Antwerpse Modeacademie in 1995. Met de ontwerpers Kris Van Assche en Veronique Branquinho gooit deze Academie omwille van haar onderwijsmethodiek en de kwaliteit van de afgestudeerden wereldwijd hoge ogen. Na haar studies aldaar ging ze aan de slag voor enkele binnenlandse merken. In 1997 tekende ze haar eerste eigen vrouwencollectie, die ze in een Parijse galerij presenteerde. Het daaropvolgende seizoen bracht ze haar eerste defilé.
In 1999 ontwierp ze twee seizoenen lang de vrouwencollecties voor het Italiaanse ledermerk Ruffo Research. In januari 2003 lanceerde ze haar mannencollectie. Midden augustus 2003 opende ze de deuren van haar eigen winkel in het centrum van Antwerpen. In januari 2006 stelde Branquinho haar derde lijn voor, Complice, een lijn voor hem én haar. Ze ontwierp ook een collectie voor 3Suisses.
In maart 2009 werd de ontwerpster benoemd tot artistiek directeur van het handtassenmerk Delvaux.
In mei 2009 raakte bekend dat de ontwerpster haar bedrijf NV James moest stopzetten als gevolg van de economische crisis en toenemende wanbetaling van haar klanten. Ze bleef nog tot 2011 samenwerken met Delvaux. In 2011 was ze ook gastdesigner voor het lingeriemerk Marie Jo. In september 2012 zou ze haar comeback maken met een nieuwe prêt-à-portercollectie, die geproduceerd wordt door het Italiaanse kledingbedrijf Gibò Co., dat ook collecties van onder meer Michael Kors, John Galliano en Jil Sander produceert.
In 2019 ging ze een samenwerking aan met de Belgische Retailer 'Veritas'. De collectie bestaat uit 14 zelf te maken kledingstukken en een serie handtassen en panty's. De collectie lanceert op 25 oktober 2019.

## Onderscheidingen
In oktober 1998 mocht ze in New York de VH1 Fashion Award voor de beste nieuwkomer in ontvangst nemen. In 2000 kreeg ze de Moët Fashion Award van het Flanders Fashion Institute.